# Hùng Vương thứ XVI
Hùng Vương thứ XVI là một vị vua truyền thuyết của nước Văn Lang trong lịch sử Việt Nam.

## Trị vì
Trong thời kỳ này, các lãnh đạo địa phương đã nổi dậy chống lại vua Hùng. Nó kết thúc khi nghĩa quân đầu hàng do sự đàn áp của lực lượng Thạch Tướng.
Có lẽ một chút trước năm 600 trước Công nguyên ,  phong cách luyện kim độc đáo của trống đồng Đông Sơn đã được phát minh.
Một khía cạnh quan trọng của văn hóa Việt Nam vào thế kỷ thứ sáu TCN là thủy lợi của các cánh đồng lúa thông qua một hệ thống kênh và đê phức tạp. Ruộng được gọi là ruộng Lạc. 